# Blechnum blechnoides
Blechnum blechnoides là một loài thực vật có mạch trong họ Blechnaceae. Loài này được (Bory) Keyserl. mô tả khoa học đầu tiên năm 1873.